# 阿扎尔·A·H·汗
阿扎尔·A·H·汗（英語：Azar A. H. Khan），印度外交官，曾任印度驻土库曼斯坦大使、印度驻利比亚大使兼印度驻马耳他高级专员、印度駐伊斯坦布爾總領事等職務。

## 经历
阿扎尔·A·H·汗擁有德里大學的研究生學位。除了印度語言外，他會說英語和阿拉伯語（擁有阿拉伯文學碩士學位），並且具備基礎的德語和俄語知識。
他曾在印度新德里的外交部總部以及印度駐汶萊、沙特阿拉伯、烏克蘭、埃及、利比亞和馬耳他的駐外使館中擔任不同職務。他還曾擔任印度駐烏克蘭、汶萊和沙特阿拉伯的臨時代辦。汗在外交部總部擔任過處長、副司長，處理過有關西亞和北非國家、海灣地區和中東、地中海論壇、阿拉伯馬格里布聯盟和東南亞國家聯盟區域論壇的事務。他的工作成果包括在汶萊建立印度空間研究組織的測控中心、在吉達建設印度大使館學校項目，以及在2011年、2014年和2015年從利比亞撤離印度公民。
2014年3月19日，被任命爲印度駐利比亞大使。2014年6月起，任印度駐利比亞大使，兼任印度駐馬耳他高級專員。
2017年12月4日，被任命爲下一任印度駐土庫曼斯坦大使。2018年1月30日至2020年1月31日，擔任印度駐土庫曼斯坦大使。

## 个人生活
与妻子伊娜·汗（Ina Khan）育有两个女儿。